# Oscar Engelbert
Stig Oscar Albert Engelbert, född 5 oktober 1976 i Oscars församling i Stockholm, är en svensk företagare.

## Biografi
Engelbert grundade Oscar Properties 2004. Företaget växte till en stor bostadsutvecklare i Stockholm, bland annat genom samarbete med Erik Selin Fastigheter AB, och börsnoterades 2014. År 2012 tog han tillsammans sin kusin, företagaren Filip Engelbert (född 1969), över familjeföretaget och juvelerarfirman AB Heribert Engelbert.
I maj 2024 stämdes Engelbert av Peter Eriksson Fastighets AB (Pefab) på 100 miljoner kronor. I augusti 2024 lämnade Norion in en stämningsansökan mot Engelbert och hans bolag Parkgate Trikåfabriken och Parkgate Fastigheter. Norion yrkade på cirka 120 miljoner kronor, där kravet mot Engelbert var på drygt 50 miljoner kronor.
I maj 2024 genomförde en kreditgivare till bolagets huvudägare Parkgate AB (Oscar Engelberts privata bolag) en pantrealisation av aktier i bolaget. De pantsatta aktierna motsvarade av 16,9 % av stamaktierna (lika stor andel av rösterna) i det noterade Oscar Properties Holding.
Kronofogden genomförde i augusti samma år en utmätning mot Engelbert genom ett domstolsbeslut om kvarstad på upp till 52,5 miljoner kronor, där man kunde säkra 2,3 miljoner kronor.
Den 14 augusti 2024 ansökte Oscar Engelbert om rekonstruktion för Parkgate AB då bolaget ej kunde betala sina skulder.  Den 15 augusti avslog tingsrätten ansökan. Den 27 september 2024 försattes bolaget i konkurs.  Skulderna uppgick till närmare 1,4 miljarder kronor. Det framgår av den offentligjorda konkursbouppteckningen.
I oktober 2024 förlorade Engelbert sitt ägande i familjens smyckesföretag via en pantrealisation till Gelba AB. 31 oktober försattes Oscar Properties i konkurs vid Stockholms tingsrätt. Vid konkursen hade bolaget 3,8 miljarder kronor i skulder.
I mars 2025 polisanmäldes Oscar Engelbert av Norion Bank och dess styrelseordförande, miljardären Erik Selin. 14 april 2025 så rapporterade EFN att Kronofogden belagt Oscar Engelberts aktier i Bonnier med kvarstad.
I slutet på maj 2025 uppdagades det att Skatteverket och tre olika konkursförvaltare har anmält misstänkta brott kopplade till Oscar Engelberts havererade bolagssfär – bland annat grov oredlighet mot borgenär.
Enligt en sammanställning från EFN Ekonomikanalen, som baseras på uppgifter från tingsrätten, uppgår de sammanlagda obetalade skatterna från 50 konkursade bolag till över 121 miljoner kronor.
Inför konkursen i februari 2025 sålde Oscar Engelberts bolag Parkgate Fastigheter en lyxvilla på Formentera för knappt 5 miljoner kronor, trots att den tidigare köpts för cirka 191 miljoner. Konkursförvaltaren menar att försäljningen skedde till underpris och att den kan vara återvinningsbar enligt konkurslagen. Köparen var ett finskt bolag med kopplingar till Engelberts affärsnätverk. Konkursförvaltaren har även ifrågasatt villkoren i försäljningen, där vissa avdrag gjorts för skulder som redan var betalda. Engelbert och bolagets styrelseledamot bestrider anklagelserna och menar att allt gått rätt till.

## Familj
Oscar Engelbert är son till juveleraren Peter Engelbert (född 1945) och Christel Bonnier (född 1950). Han växte upp i Stockholm. Engelbert är kusin till John Engelbert, sångare i Johnossi.
Oscar Engelbert ingick 2016 äktenskap med den italienska modejournalisten Giovanna Battaglia.[källa behövs]